# فرانسه در دوران مدرن
تاریخ فرانسه از سال ۱۹۱۴ تا کنون شامل رژیم‌های سیاسی جمهوری سوم، رژیم ویشی، جمهوری چهارم، جمهوری پنجم و جنگ‌های جهانی اول و دوم می‌باشد.

## فرانسه و فرانسوی در سده ۲۰

### جغرافیا
سرزمین فرانسه در سال ۱۹۱۴ با شکل امروزی خود تفاوت زیادی داشت: بسیاری از مناطق آلزاس و بخش شمال شرقی لورن در سال ۱۸۷۰ به خاک آلمان ضمیمه شده بودند و کشور الجزایر به عنوان یکی از استان‌های فرانسه شناخته می‌شد. فرانسه آلزاس و لورن را در پایان جنگ جهانی اول به دست آورد ولی آلمان‌ها در جنگ جهانی دوم بار دیگر این استان‌ها را به دست آوردند. در سال ۱۹۴۵ اعتراض‌های استقلال‌طلبانهٔ الجزایری‌ها عمومیت یافت ولی فرانسه با وجود یک میلیون اروپایی در خاک الجزایر حاضر به اعطای استقلال این کشور نشد. جنگ خونینی که بین دو طرف درگرفت باعث بروز بحران‌های سیاسی و اجتماعی در فرانسه شد. الجزایر توانست در سال ۱۹۶۲ استقلال خود را به دست آورد و این واقعه باعث مهاجرت گستردهٔ اروپایی‌های ساکن این مستعمره به فرانسه شد.

### جمعیت
فرانسه بر خلاف دیگر کشورهای اروپایی در اواخر سدهٔ ۱۹ و اوایل سدهٔ ۲۰ دارای رشد جمعیت زیادی نبود. این امر می‌تواند به خاطر تلفات زیاد فرانسه در جنگ جهانی اول و دوم باشد. تلفات فرانسه در جنگ جهانی اول ۴/۱ میلیون نفر تخمین زده می‌شود که تقریباً معادل ۱۰٪ نیروی کار مذکر جمعیت این کشور بود (به تلفات جنگ جهانی اول مراجعه کنید). میزان تلفات جنگ جهانی دوم فرانسه ۵۹۳٬۰۰۰ نفر تخمین زده می‌شود که از این میان ۴۷۰٬۰۰۰ نفر شهروند غیرنظامی بودند. این میزان کشته، چهار برابر کشته‌های آمریکایی است. جمعیت ۳۹ میلیون نفری فرانسه در سال ۱۸۸۰ به ۴۰ میلیون نفر در سال ۱۹۴۵ رسید. فرانسه در سال‌های پس از جنگ نرخ رشد بالایی داشت که این رشد با موج مهاجرت افزایش یافته و باعث شد تا جمعیت این کشور در سال ۱۹۶۸ به ۵۰ میلیون نفر برسد. در سال ۱۹۷۴ از سرعت رشد جمعیت فرانسه کاسته شد.
فرانسه از سال ۱۹۹۰ در هر سال دارای نرخ رشد بی‌سابقه‌ای بوده است. در سال ۲۰۰۴ نرخ رشد جمعیت این کشور ۶۸/۰٪ بوده که تقریباً به درجهٔ آمریکای شمالی می‌رسید. این کشور در سال ۲۰۰۴ شاهد بیشترین افزایش جمعیت از سال ۱۹۷۴ تا آن سال بود. هم‌اکنون نرخ رشد فرانسه نسبت به دیگر کشورهای اروپایی (به جز جمهوری ایرلند) بالاتر است. رشد جمعیت طبیعی فرانسه (بدون مهاجران) در سال ۲۰۰۳ مسئول اصلی افزایش رشد جمعیت طبیعی اروپا بود زیرا از ۲۱۶٬۰۰۰ نفر افزایش جمعیت در کل اروپا، مقدار ۲۱۱٬۰۰۰ نفر به فرانسه تعلق داشت و تنها ۵٬۰۰۰ نفر افزایش در کل جمعیت اتحادیه اروپا ایجاد شده بود.
امروزه فرانسه با جمعیت ۶۰ میلیونی (به علاوه ۳ میلیون نفر در سرزمین‌های آن سوی دریا) سومین کشور پرجمعیت اروپا پس از روسیه و آلمان به‌شمار می‌رود.
میزان مهاجرت در سدهٔ ۲۰ تفاوت زیادی با سدهٔ پیشین داشت. در دههٔ ۱۹۲۰ مهاجرت‌های زیادی از ایتالیا و لهستان صورت گرفت؛ در دهه‌های ۱۹۳۰ تا ۱۹۵۰ مهاجران زیادی از اسپانیا و پرتغال به فرانسه رفتند. اما بزرگ‌ترین موج‌های مهاجرت از دههٔ ۱۹۶۰ به این سو مربوط به مستعمرات سابق فرانسه می‌شد که این مهاجرت‌ها از این شرحند: الجزایر (۱ میلیون)، مراکش (۵۷۰٬۰۰۰)، تونس (۲۰۰٬۰۰۰)، سنگال (۴۵٬۰۰۰)، مالی (۴۰٬۰۰۰)، کامبوج (۴۵٬۰۰۰)، لائوس (۳۰٬۰۰۰)، ویتنام (۳۵٬۰۰۰). بسیاری از این مهاجرت‌ها دلایل اقتصادی داشتند ولی مهاجران زیادی از بین آن‌ها در فرانسه ماندند و توانستند پس از کسب تابعیت فرانسوی در جامعهٔ فرانسه پذیرفته شوند. با وجود آمارهای ضد و نقیض تخمین زده می‌شود که از جمعیت ۶۰ میلیون نفری که در فرانسه زندگی می‌کنند، ۴ میلیون نفر ریشهٔ خارجی داشته باشند. این مقدار افزایش جمعیت مهاجران باعث بروز بحران‌هایی در فرانسه به ویژه بر سر موضوعات «پذیرفته شدن در جامعهٔ فرانسه» و «هویت فرانسوی» شده است. در سال‌های اخیر، بحث اصلی بر سر جمعیت مسلمانان داخل فرانسه که ۷٪ جمعیت این کشور را تشکیل می‌دهند بوده است. قابل ذکر است که اسلام دومین دین بزرگ فرانسه از نظر تعداد معتقدان است.
مهاجرت وسیع یهودی‌های اروپای شرقی و آفریقای شمالی به فرانسه در سده ۱۹ آغاز شد. تخمین زده می‌شود که در سال ۱۸۷۲ تعداد ۸۶٬۰۰۰ یهودی در فرانسه زندگی می‌کردند که این مقدار در سال ۱۹۴۵ به ۳۰۰٬۰۰۰ نفر افزایش یافت. یهودی‌های بسیاری در جامعهٔ فرانسه پذیرفته شدند (یا تلاش می‌کردند که پذیرفته شوند) ولی هر از چند گاهی ناسیونالیسم فرانسوی باعث بروز عقاید ضدیهودی می‌شد. همکاری رژیم ویشی با آدم‌سوزی نازی‌ها (هولوکاست) باعث نابودی ۷۶٬۰۰۰ یهودی فرانسوی شد (مقامات دولت ویشی به آن دسته از یهودی‌هایی که از دو یا چند نسل پیش در فرانسه زندگی می‌کردند و به عنوان شهروند فرانسوی پذیرفته شده بودند و همچنین در جنگ جهانی اول جنگیده بودند یا دارای مقامات مدیریتی مهمی در دولت بودند امتیازات ویژه‌ای داد)، این آمار تنها پس از آلمان در مقام دوم قرار دارد، ولی جان بسیاری از یهودی‌ها با اعمال قهرمانانه و سرپیچی اجرایی از شرکت در روند تبعید حفظ شد (سه چهارم جمعیت یهودی‌های فرانسه نابود شدند که این میزان نسبت به همهٔ کشورهای اروپایی که تحت تأثیر آدم‌سوزی قرار گرفته‌اند بیشتر است. فرانسه از دههٔ ۱۹۶۰ به این سو شاهد مهاجرت وسیع یهودی‌ها از مناطق حوزهٔ مدیترانه و شمال آفریقا بوده است. جمعیت یهودی‌های فرانسه هم‌اکنون به ۶۰۰٬۰۰۰ نفر می‌رسد.
در پایان سده نوزدهم تقریباً همهٔ فرانسوی‌ها برای امرار معاش وابسته به زمین بودند و این کشور همچنان تا جنگ جهانی دوم به عنوان کشوری روستامحور شناخته می‌شد (تقریباً ۲۵٪ جمعیت در سال ۱۹۵۰ در مزارع کار می‌کردند). اما پس از جنگ، هجوم به شهرها رشد بی‌سابقه‌ای یافت: تنها ۴٪ از مردم در مزارع کار می‌کردند و امروزه ۷۳٪ مردم در شهرها زندگی می‌کنند. تا به حال پاریس با ۱/۲ میلیون نفر جمعیت توسط شهرهای لیل، لیون و مارسی دنبال شده است. بسیاری از این شهرنشینی‌های در حومهٔ شهرها صورت گرفته‌اند (به پروژه‌های خانه‌سازی سیمان و تیرآهنی در این مناطق «سیته» گفته می‌شود). مهاجرت افراد از کشورهای فقیر موجب شده تا از دههٔ ۱۹۶۰ بحران‌های تندروانه و طبقاتی در این مناطق مشاهده شود.

### هویت فرانسوی

قلمرو فرانسه از ۹۸۵ تا ۱۹۴۷ میلادی

سیاست‌های آموزشی، اجتماعی و نظامی که جمهوری سوم در پیش گرفت، فرانسه را از کشوری روستایی تبدیل به ملت واحد فرانسه کرد. تا سال ۱۹۱۴ بسیاری از فرانسوی‌ها قادر به خواندن زبان فرانسوی شده و بسیاری از زبان‌های محلی کنار زده شدند؛ نقش کلیسای کاتولیک تا حد زیادی تعدیل شد؛ حس هویت و افتخار فرانسوی علناً تدریس می‌شد؛ سیاست ضدروحانیت جمهوری سوم تأثیر زیادی روی عادات مذهبی فرانسوی‌ها گذاشت: یکی از تحقیق‌های انجام‌شده دربارهٔ شهر لیموژ که وضعیت دینی این شهر در سال ۱۸۹۹ را با سال ۱۹۱۴ مقایسه می‌کرد نشان داد که غسل تعمید از ۹۸٪ به ۶۰٪ کاهش یافته و ازدواج نزد یک مقام رسمی از ۱۴٪ به ۶۰٪ افزایش یافته است. با این حال سیاست‌های ریشه‌کنی ناحیه‌گرایی و ضدروحانیت جمهوری سوم در نیمهٔ دوم سده با واکنش‌هایی مواجه شد: حرکت‌های جدایی‌طلبانه در مناطق بریتانی، کرس و باسک شکل گرفتند. در این حال رژیم ویشی (که تبلیغات نژادپرستانه نازی‌ها را منعکس می‌کرد) به صورت فعالی سنت‌های محلی و مذهب کاتولیک را که به ظن آن‌ها شالوده‌های راستین ملت فرانسه را تشکیل می‌دادند تبلیغ می‌کرد.
کمبود فرهنگ سنتی و محلی (زبان و لهجه، عادات غذایی و پوشاک)، فقر در بسیاری از مناطق روستایی و رشد ساختمان‌های حومهٔ شهری (پروژه‌های ساخت مسکن، فروشگاه‌ها) باعث بروز بحران‌های بین سنت‌گرایان و متجددین شده است. عدم وجود ناحیه‌گرایی را می‌توان در نقش پایتخت فرانسه در تمرکزگرایی دانست. استان پایتخت فرانسه که خود پس از انقلاب توسعه یافت همواره نفوذ همه‌جانبه‌ای بر زندگی روزمره (امنیت اجتماعی، صنعت، آموزش، اشتغال، حمل و نقل) فرانسوی‌ها داشته است. پس از جنگ نیز کنترل بسیاری از صنایع فرانسه به دست پایتخت افتاد. امروزه گروه‌های سیاسی فرانسه تلاش می‌کنند تا قدرت را در کشور پخش کرده (یا به اصطلاح تمرکززدایی کنند) و کنترل فعالیت‌های خصوصی را کمتر سازند (به سمت خصوصی‌سازی پیش بروند).